# Colon (Hebreeuwse dichtkunst)
Colon is een deel van een versregel in oudtestamentische dichtkunst.
In de dichterlijke werken in het Oude Testament bestaat een vers altijd uit twee (soms drie) half-verzen; deze worden Colon genoemd.

In de meeste Nederlandse Bijbelvertalingen wordt het tweede en het derde colon aangegeven door inspringen in de tekst.